# Marcellus von Ancyra
Marcellus von Ancyra auch Marcellus von Ankyra († 374) war Bischof von Ankyra in Galatien im 4. Jahrhundert n. Chr.
Marcellus von Ancyra trat zuerst auf dem Konzil von Nicaea 325 in Erscheinung, auf dem er gemeinsam mit dem orthodoxen Bischof Athanasius gegen die Arianer stritt. Aufgrund seiner scheinbar etwas ‚modalistisch‘ wirkenden Theologie der sogenannte ökonomischen Trinität, nach der Gott unteilbar sei, doch ‚Vater‘ (Schöpfer und Gesetzgeber), ‚Sohn‘ (Erlöser) und ‚Heiliger Geist‘ (die göttliche Gegenwart unter Menschen) drei zeitlich aufeinanderfolgende, abgestufte  heilsgeschichtliche Erscheinungsformen bzw. ‚persona‘ der göttlichen Monas seien, der (in sich) schon differenzierten Einheit (eine einzige Hypostasis), bei welcher der Logos und der Geist bei und in Gott sind, wurde er auf einer Synode in Konstantinopel (wohl 336) als Häretiker von seinem Bischofsamt abgesetzt und verbannt. Wahrscheinlich auch deswegen, weil in Marcellus’ Heilsgeschichte der Logos nach seiner Menschwerdung und Erlösung der Welt wieder zu Gott zurückkehren und eingehen werde, die Herrschaft des auferstandenen Christus, in dessen ‚Fleisch‘ der Logos inkarniert hatte, mal ein Ende finden und der Logos sich von Christus trennen werde. Sein Nachfolger auf dem Bischofsstuhl wurde 336 Basilius von Ancyra. Nach dem Tode Konstantins des Großen 337 reiste er nach Ancyra zurück. 
Bei Marcellus starb also nicht Gott selber in Christus, wie beim Modalismus des Noet oder wohl Sabellius, der die volle Gottheit des Sohnes behauptete und dabei zwecks Wahrung des Monotheismus zu Positionen gelangte, die auf eine Identität von Vater und Sohn hinausliefen, da sie lediglich je nach Situation unterschiedliche Seinsweisen (‚modi‘) des einen Gottes darstellten, zwischen denen keine reale Differenz bestände.
Nachdem Marcellus auf seinen Bischofsstuhl in Ancyra zurückgekehrt war, kam es dort zu Unruhen und Kaiser Constantius II., damals oströmischer Kaiser, verbannte ihn noch 337 erneut. So reiste Marcellus zunächst ins Exil nach Rom, das im Herrschaftsbereich von Kaiser Constans lag, Bruder wie Rivale von Constantius II. Dort wandte sich Marcellus an Julius, den Bischof von Rom, der ihn nach einem schriftlichen Bekenntnis von Marcellus zu seiner Theologie als orthodox anerkannte und fortan unterstützte. Eine Bischofsversammlung in Rom rehabilitierte Marcellus Ende des Jahres 340. 342/43 wurde seine Anerkennung innerhalb der westlichen Kirche auf dem Konzil von Serdica bestätigt. 345 wurde in Sirmium sein Schüler Photinus angeklagt, der ähnliche theologische Positionen vertrat wie Marcellus. Marcellus unterstützte ihn und verlor somit auch das Vertrauen des Athanasius, mit dem er einst gemeinsam gegen die Arianer gestritten hatte. Er erlangte sein Bistum nicht wieder und starb 374. Nach seinem Tode wurden seine Lehren auf dem Ersten Konzil von Konstantinopel 381 endgültig verurteilt.

## Werke
- Markell von Ankyra: Die Fragmente. Der Brief an Julius von Rom (= Vigiliae Christianae. Supplements 39). Herausgegeben, eingeleitet und übersetzt von Markus Vinzent. Brill, Leiden u. a. 1997, ISBN 90-04-10907-2.